# Ванака (Нью-Йорк)
Ванака (англ. Wanakah) — переписна місцевість (CDP) в США, в окрузі Ері штату Нью-Йорк. Населення — 3137 осіб (2020).

## Географія
Ванака розташована за координатами 42°44′37″ пн. ш. 78°54′9″ зх. д. / 42.74361° пн. ш. 78.90250° зх. д. (42.743635, -78.902497).  За даними Бюро перепису населення США в 2010 році переписна місцевість мала площу 3,12 км², уся площа — суходіл.

## Демографія
Згідно з переписом 2010 року, у переписній місцевості мешкало 3199 осіб у 1326 домогосподарствах у складі 941 родини. Густота населення становила 1026 осіб/км².  Було 1382 помешкання (443/км²).
Расовий склад населення:
| - 97,3 % — білих - 0,7 % — корінних американців - 0,6 % — азіатів - 0,3 % — чорних або афроамериканців |

До двох чи більше рас належало 0,8 %. Частка іспаномовних становила 1,7 % від усіх жителів.
За віковим діапазоном населення розподілялося таким чином: 19,6 % — особи молодші 18 років, 63,0 % — особи у віці 18—64 років, 17,4 % — особи у віці 65 років та старші. Медіана віку мешканця становила 46,5 року. На 100 осіб жіночої статі у переписній місцевості припадало 92,2 чоловіків;  на 100 жінок у віці від 18 років та старших — 89,1 чоловіків також старших 18 років.
Середній дохід на одне домашнє господарство  становив 89 081 долар США (медіана — 72 306), а середній дохід на одну сім'ю — 108 082 долари (медіана — 93 750). За межею бідності перебувало 0,5 % осіб, у тому числі 0,0 % дітей у віці до 18 років та 0,0 % осіб у віці 65 років та старших.
Цивільне працевлаштоване населення становило 1509 осіб. Основні галузі зайнятості: освіта, охорона здоров'я та соціальна допомога — 22,7 %, мистецтво, розваги та відпочинок — 16,2 %, роздрібна торгівля — 12,1 %, будівництво — 10,3 %.